# Encarsia collecta
Encarsia collecta är en stekelart som beskrevs av Chou och Su 1996. Encarsia collecta ingår i släktet Encarsia och familjen växtlussteklar.
Artens utbredningsområde är Taiwan. Inga underarter finns listade i Catalogue of Life.